# Arrondissement di Vendôme
L'arrondissement di Vendôme è una suddivisione amministrativa francese, situata nel dipartimento del Loir-et-Cher e nella regione del Centro-Valle della Loira.

## Composizione
L'arrondissement di Vendôme raggruppa 107 comuni in 9 cantoni:
- cantone di Droué, che comprende 12 comuni:
  - Bouffry, Boursay, La Chapelle-Vicomtesse, Chauvigny-du-Perche, Droué, Fontaine-Raoul, La Fontenelle, Le Gault-Perche, Le Poislay, Romilly, Ruan-sur-Egvonne e Villebout.
- cantone di Mondoubleau, che comprende 14 comuni:
  - Arville, Baillou, Beauchêne, Choue, Cormenon, Mondoubleau, Oigny, Le Plessis-Dorin, Saint-Agil, Saint-Avit, Saint-Marc-du-Cor, Sargé-sur-Braye, Souday e Le Temple.
- cantone di Montoire-sur-le-Loir, che comprende 18 comuni:
  - Artins, Couture-sur-Loir, Les Essarts, Les Hayes, Houssay, Lavardin, Montoire-sur-le-Loir, Montrouveau, Les Roches-l'Évêque, Saint-Arnoult, Saint-Jacques-des-Guérets, Saint-Martin-des-Bois, Saint-Rimay, Ternay, Tréhet, Trôo, Villavard e Villedieu-le-Château.
- cantone di Morée, che comprende 13 comuni:
  - Brévainville, Busloup, Danzé, Fréteval, Lignières, Lisle, Morée, Pezou, Rahart, Saint-Firmin-des-Prés, Saint-Hilaire-la-Gravelle, Saint-Jean-Froidmentel e La Ville-aux-Clercs.
- cantone di Saint-Amand-Longpré, che comprende 13 comuni:
  - Ambloy, Authon, Crucheray, Gombergean, Huisseau-en-Beauce, Lancé, Nourray, Prunay-Cassereau, Saint-Amand-Longpré, Saint-Gourgon, Sasnières, Villechauve e Villeporcher.
- cantone di Savigny-sur-Braye, che comprende 8 comuni:
  - Bonneveau, Cellé, Épuisay, Fontaine-les-Coteaux, Fortan, Lunay, Savigny-sur-Braye e Sougé.
- cantone di Selommes, che comprende 16 comuni:
  - Baigneaux, La Chapelle-Enchérie, Coulommiers-la-Tour, Épiais, Faye, Périgny, Pray, Renay, Rhodon, Rocé, Sainte-Gemmes, Selommes, Tourailles, Villemardy, Villeromain e Villetrun.
- cantone di Vendôme-1, che comprende 6 comuni:
  - Azé, Mazangé, Naveil, Thoré-la-Rochette, Vendôme (in parte) e Villiers-sur-Loir.
- cantone di Vendôme-2, che comprende 8 comuni:
  - Areines, Marcilly-en-Beauce, Meslay, Sainte-Anne, Saint-Ouen, Vendôme (in parte), Villerable e Villiersfaux.